# Honaine
Honaine és una xicoteta població de l'Algèria, situada a la demarcació Wilaia (província) de Tilimsen. Va ser un dels ports d'Ifrenides, que més tard va esdevenir el major port almohades al nord d'Àfrica, que serà un dels dos ports de Zianides de Tilimsen. El port de desembarcament de Honaine rep un nombre significatiu de refugiats moriscs. La seua principal activitat econòmica és la pesca i el cada vegada major turisme. Dins d'aquest municipi s'ha començat la construcció de la que serà la dessalinitzadora més gran de tota Àfrica.

## Història
Cronistes grecs i llatins com Titus Livi, Heròdot o musulmans com El Idrissi, Ibn Khordadbeh, Ibn Khaldoun o Lleó Africà testimonien en els seus relats de viatge que aquesta ciutat va ser una cruilla de cultures i civilitzacions.
Al segle XIII sota els Abdalwadites, el port i la ciutat van adquirir una importància capital, esdevenint el port de Tlemcen, en substitució de Rashgun que anteriorment ho havia estat a Nédroma. De fet, Honaïne era la ruta mediterrània de Tlemcen per al comerç amb Tafilalt i el Sudan.